# 祝山車站
祝山車站位於台灣嘉義縣阿里山鄉，為林業及自然保育署阿里山林業鐵路祝山線之鐵路車站，海拔2,451公尺，旅客需要注意高山症的狀況，本站是台灣海拔最高的火車站，是台灣觀賞日出最佳景點。
祝山車站於2020年10月14日起進行改建工程。改建期間本站暫時停止載客服務，原開往此站各級列車改停對高岳車站，於2023年11月20日重新啟用並於隔日恢復停靠該站。

## 月台構造

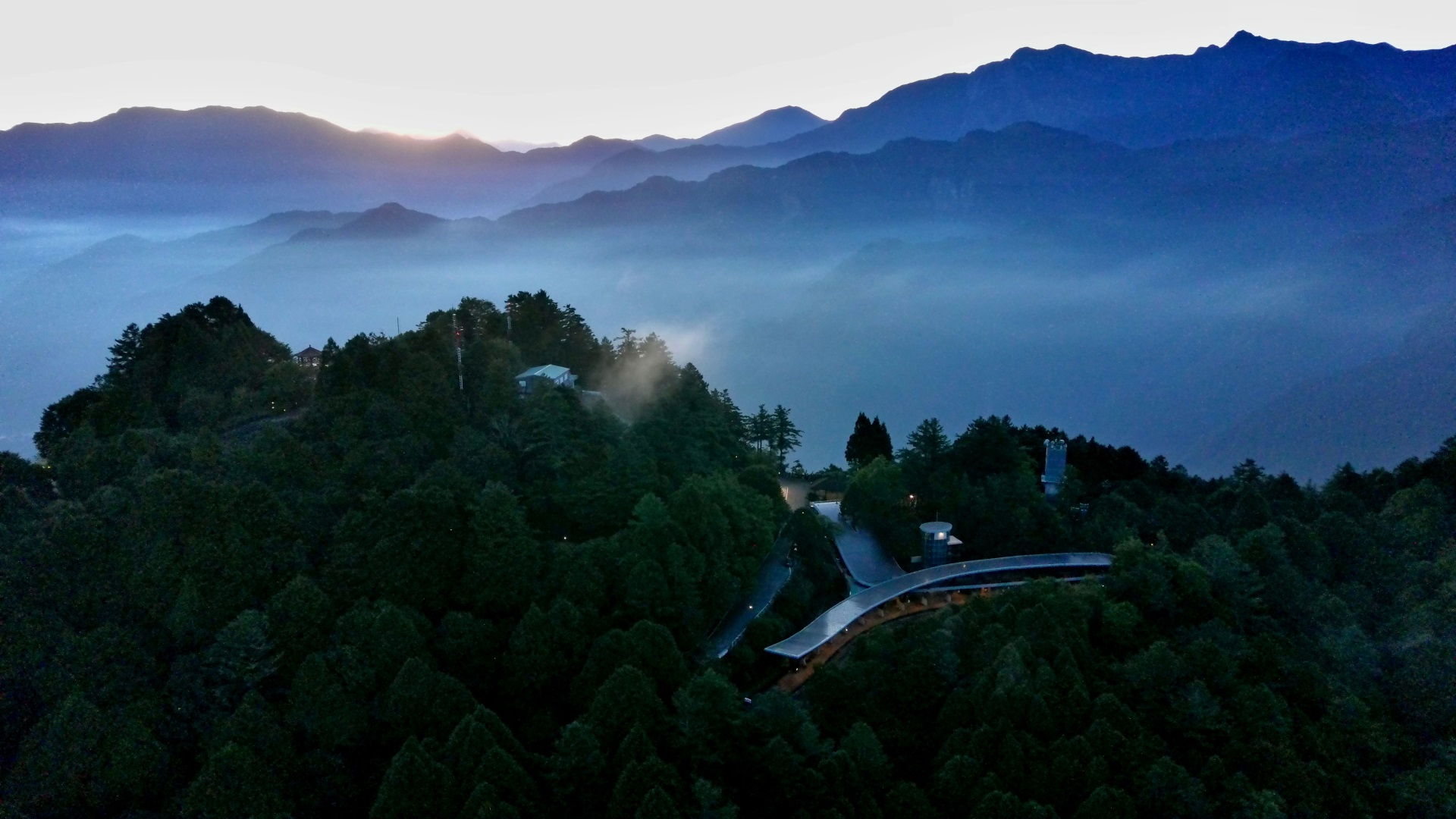
鳥瞰祝山車站

一個弧形曲線側式月台以及調度用的五個股道。

## 利用狀態
因日出時間不定，祝山線開車時間也隨日出時間做調整。每日下午4點30分將公告開車時間。此外本站過日出時間後，本日將無列車停靠。欲上山之旅客須自行徒步上山。
2024年7月28日起，將停靠福森號旅遊列車進行日間旅遊。

## 車站周邊
- 祝山觀日平台

## 小笠原山
小笠原山是阿里山山脈內的一座山，位於祝山稜脈的末端，海拔2,488公尺，是為了紀念1904年首度踏勘至此的日籍技師小笠原富次郎而命名，為阿里山國家風景區的新八景，觀景台可以一次看到台灣三大山脈，包含中央山脈和玉山山脈以及阿里山山脈。

## 歷史
- 1986年1月13日：設站。
- 2011年2月25日：該站的「台灣鐵路最高點」紀念牌正式揭牌。
- 2020年10月14日：該站封閉進行預計為期17個月之改建，祝山線列車改至對高岳車站到發[4][5]。
- 2023年11月20日：重新啟用並且在隔日恢復停靠，取消停靠對高岳車站[6][2]。

## 圖片集

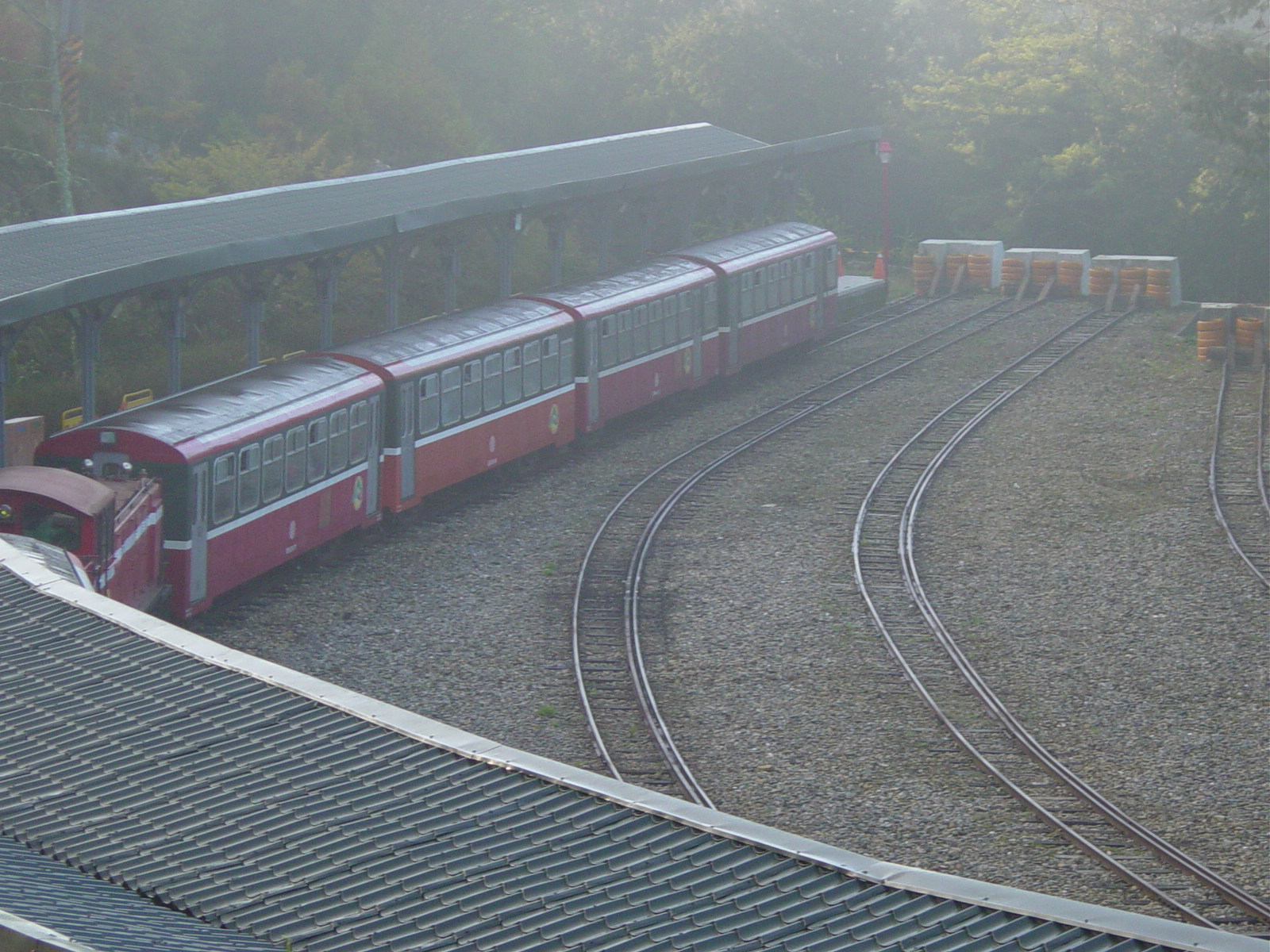
祝山車站
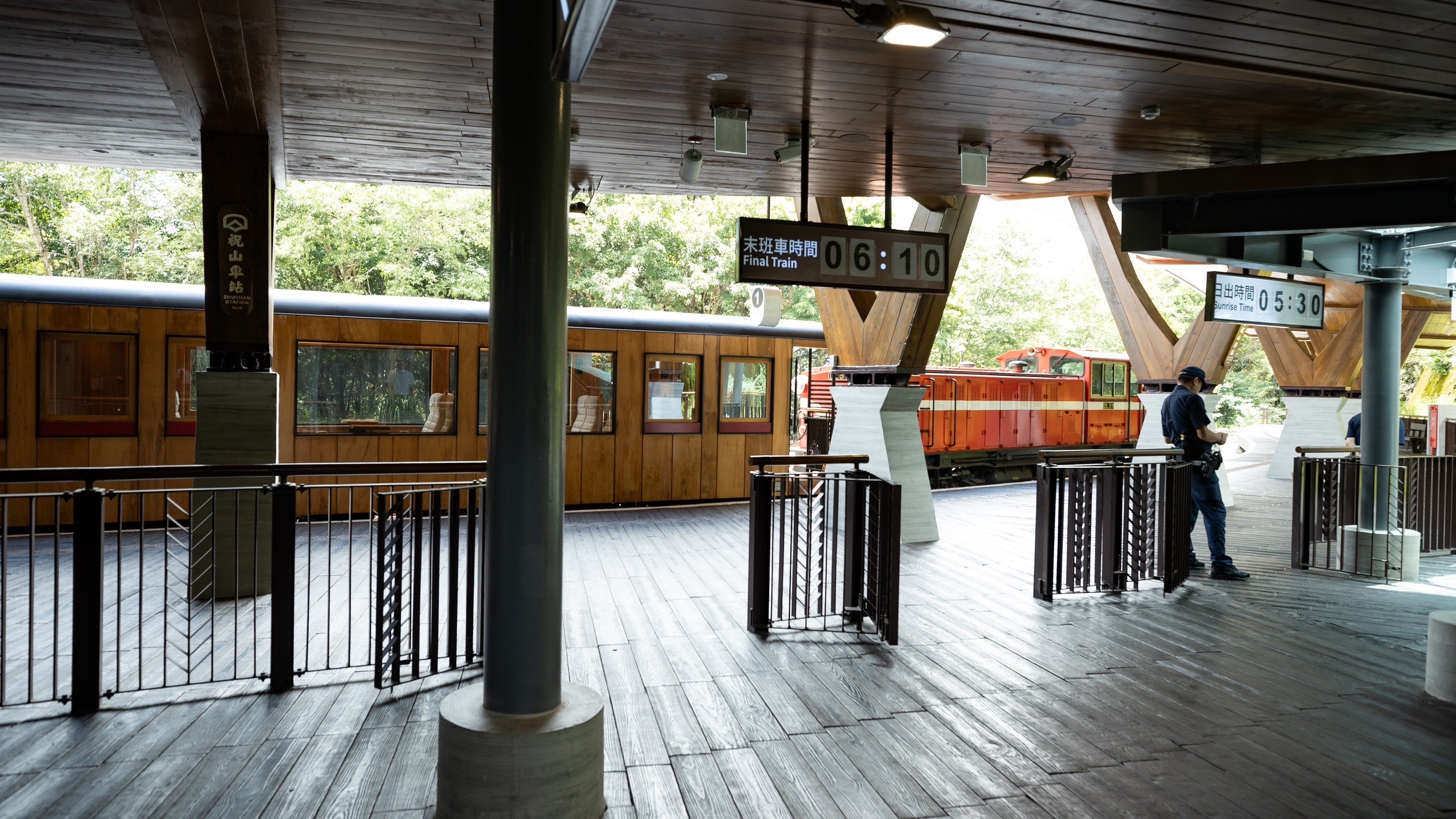
改建後的祝山車站剪票口
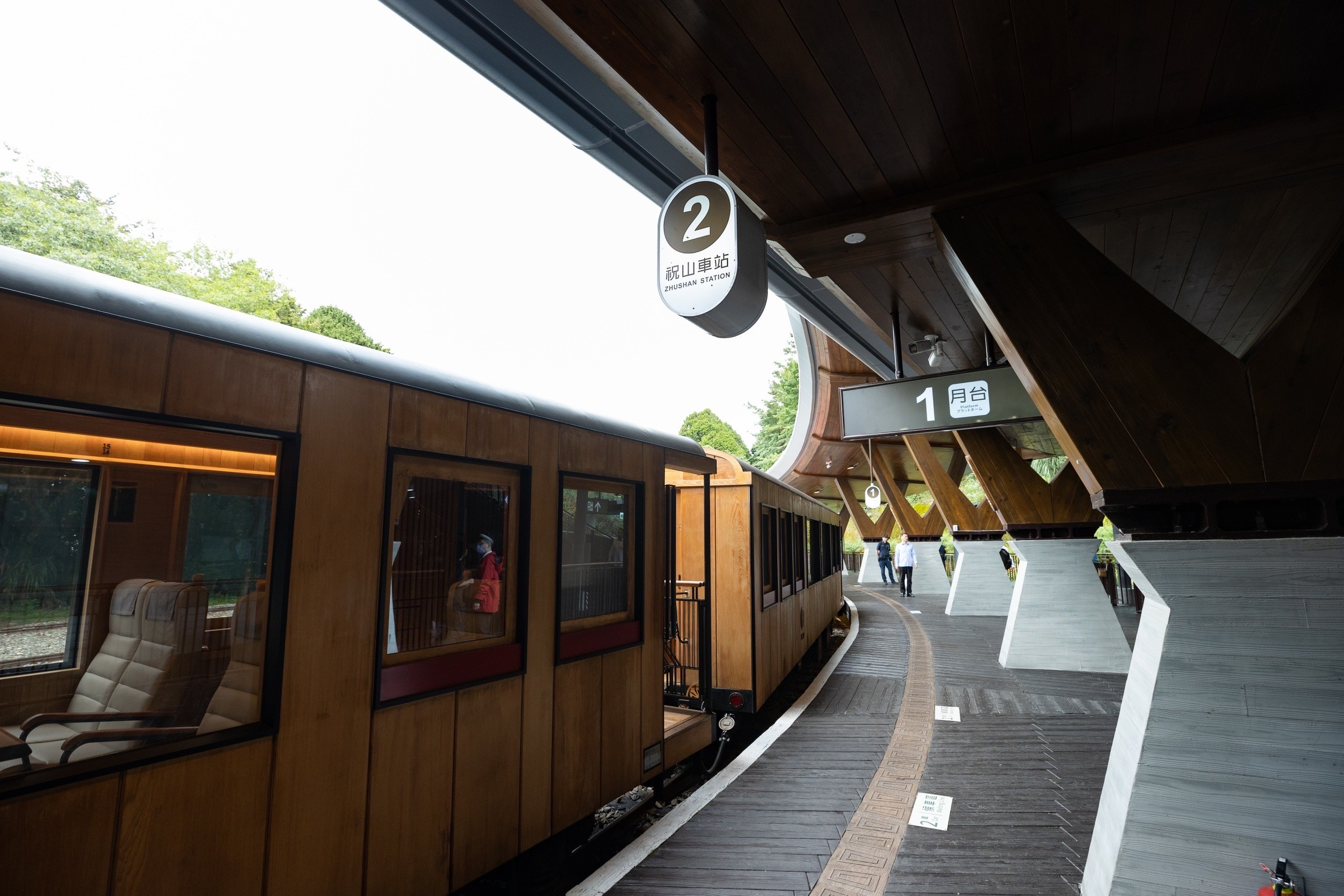
祝山線列車到来
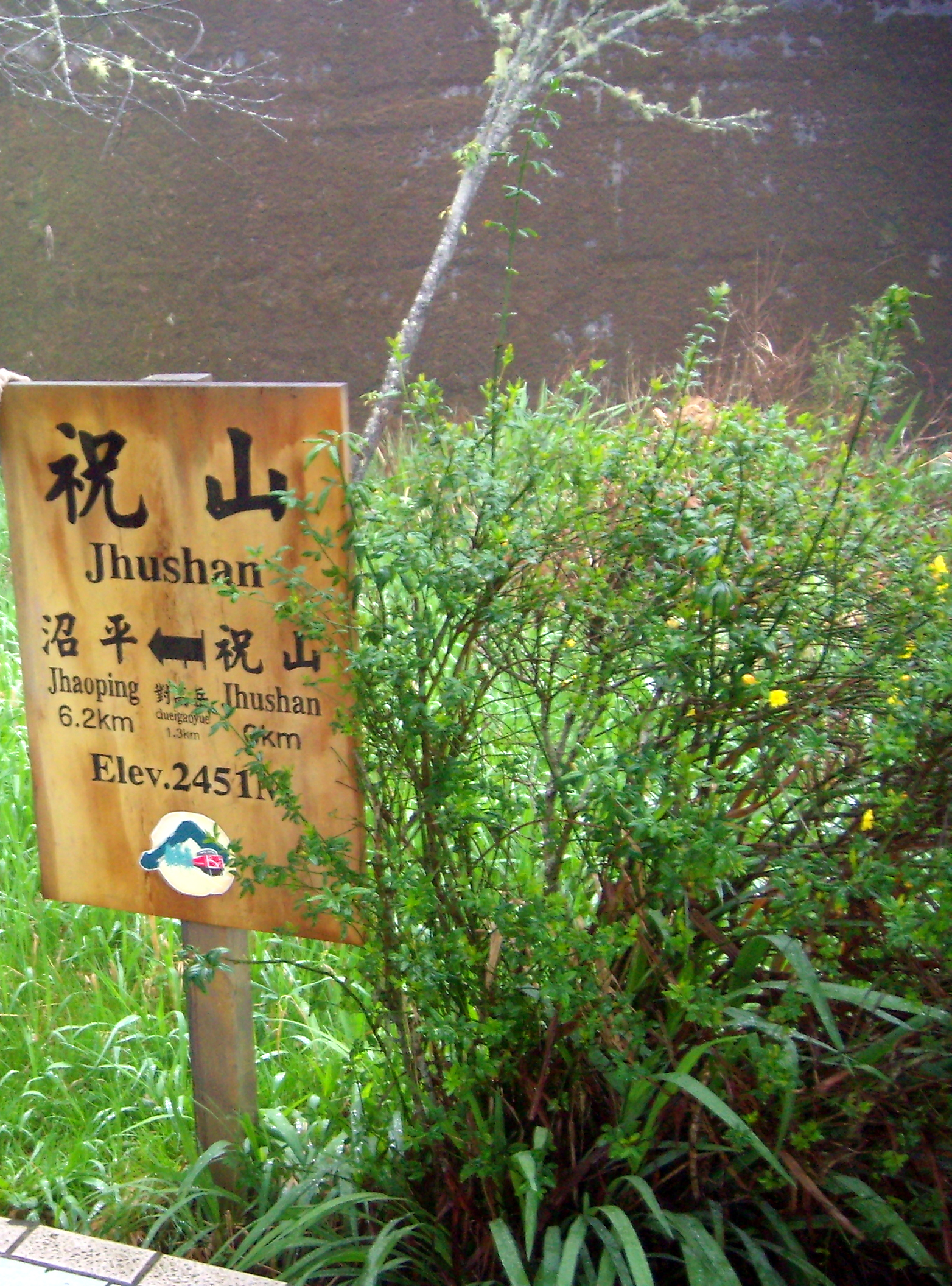
祝山車站牌

## 外部連結
- 台灣鐵路最高點 海拔2451公尺 揭牌的故事 （页面存档备份，存于）。蘇昭旭老師的全球鐵道視野部落格。